# Микрофиламент
Микрофиламентите или актиновите филаменти са най-тънките филаменти на цитоскелета, с диаметър 6-8 nm. Изградени са от белтъка актин, един от най-разпространените белтъци в еукариотните клетки.
Актиновите филаменти се образуват от две спираловидно усукани редици от протеинови единици глобуларен актин (G-актин). Под действието на магнезиеви и калиеви катиони, глобуларният актин полимеризира в нишковидния, F-актин.
При гръбначните, белтъкът актин има три основни изоформи: алфа, бета и гама актин. Алфа актинът се среща в мускулната тъкан, а другите две изоформи в останалите клетъчни структури в организма.
Има микрофиламенти, които са свързани с миозина и такива, които не са. Първите образуват миофибрилите в мускулните клетки. Те са структири участващи във вътреклетъчни и амебовидни движения.